# Виларин, Леон
Америко Леон Виларин Марин (исп. Américo León Vilarín Marín; 1915, Сантьяго — 1999, Сантьяго) — чилийский профсоюзный деятель и политик. В 1965—1973 — президент Национальной конфедерации владельцев грузовиков, в 1971—1973 — активист ультраправого движения Родина и свобода. Возглавлял общенациональную забастовку грузоперевозчиков против левого правительства Сальвадора Альенде.

## Социалист-грузоперевозчик
В молодости Леон Виларин придерживался левых политических взглядов, состоял в Социалистической партии (известным социалистическим активистом был и его брат Кастор Виларин, погибший при побеге из тюрьмы). Был активистом левого движения Национальный жилищный фронт, объединившего чилийцев, добивавшихся доступа к жилью. В 1949 исключён из соцпартии за неподчинение политике руководства.
С 1942 Виларин работал водителем грузовика. Осуществлял грузоперевозки по маршруту Сантьяго—Вальпараисо. Постепенно заработал средства на приобретение нескольких машин. Состоял в корпоративном профсоюзе Национальная конфедерация владельцев грузовиков (CNDC).

## Ультраправый профбосс
Леон Виларин был влиятельным активистом профсоюза. 9 декабря 1965 он стал президентом CNDC. Ориентировался на американскую профсоюзную модель в духе Джимми Хоффы, установил связи с профсоюзом транспортников США. Критики обвиняли Виларина в использовании «гангстерских методов» профсоюзного бизнеса.
Политические взгляды Леона Виларина постепенно эволюционировали в правом направлении. Он занял позиции крайнего антикоммунизма, враждебно воспринял приход к власти в 1970 Сальвадора Альенде и марксистское правительство блока Народное единство, включающего социалистическую и коммунистическую партии и левых радикалов. В 1971 вступил в ультраправую организацию Родина и свобода (PyL). Курировал в PyL профсоюзную работу, тесно сотрудничал с лидером организации Пабло Родригесом, руководителем боевых групп Роберто Тиеме и юристом Валентином Роблесом.

## Лидер забастовки
9 октября 1972 CNDC во главе с Леоном Виларином объявила общенациональную забастовку грузоперевозчиков. Первоначально к акции присоединились 12 тысяч водителей, но вскоре это число возросло до 165 водительских синдикатов с 40 тысячами членов и 56 тысячами грузовиков (из 73 тысяч имевшихся в стране). Забастовщики требовали прекращения экспроприаций, возвращения национализированной собственности владельцам, ограничения полномочий президента Альенде, роспуска проправительственных комитетов, через которые левые активисты принимали на себя управленческие функции на местах, отмены политической цензуры. Требования были изложены в заявлении Pliego de Chile, в разработке которого непосредственно участвовал Виларин.
Грузоперевозчиков поддержали другие транспортники, прежде всего таксисты из профсоюза, возглавляемого Хуаном Харой. К антиправительственным забастовкам, инициированным CNDC, примкнули в общей сложности до полумиллиона человек. Леон Виларин играл в забастовочном движении ведущую организующую роль, поддерживал связь с «Родиной и свободой», придавал требованиям правую политическую направленность. Комментаторы характеризовали его активность как «яростную» и «неистовую».
Сразу после начала забастовки Виларин, Хара и другие лидеры были арестованы. Это спровоцировало новую волну протестов. Арестованные были освобождены под залог. Альенде учредил антикризисный «военный кабинет». Его возглавил генерал Карлос Пратс, который состоял в хороших личных отношениях с Леоном Виларином и мог вести с ним переговоры о компромиссе. Однако достичь соглашения не удалось.
Экономически забастовка CNDC парализовала страну — в силу географических особенностей в Чили почти нет железнодорожной сети, сухопутные грузоперевозки осуществляются автотранспортом. Ущерб, по правительственным данным, составил немалую по меркам Чили того времени сумму — 60 миллионов долларов. В сочетании с многочисленными террористическими актами и протестными выступлениями, массовые забастовки сильнейшим образом дестабилизировали правительство и способствовали его падению. Таким образом, Леон Виларин принадлежал к ключевым фигурам свержения Альенде.

## Сторонник Пиночета
Леон Виларин полностью поддержал военный переворот 11 сентября 1973. Был активным сторонником генерала Пиночета почти весь период его правления. Ориентировал CNDC на сотрудничество с правительственной хунтой. Только во время экономического кризиса начала 1980-х Виларин резко критиковал экономическую политику военных властей. После преодоления кризиса вновь вернулся к поддержке режима.
В 1988 Виларин призывал голосовать за продление власти Пиночета на национальном плебисците. Поддержку Пиночета он называл «выбором демократии против подчинения Москве». Вступил в крайне правое пиночетистское движение Свободный демократический центр.
Однако большинство избирателей выступили против режима Пиночета. Чили вернулась к гражданскому правлению. Леон Виларин оставался активным сторонником правых пиночетистских сил, сохранял значительное влияние в CNDC, поддерживал консервативную партию Независимый демократический союз. Скончался в 1999 году.

## В памяти «дальнобойщиков»
Леон Виларин остаётся авторитетной фигурой, социально-политическим символом для правых сил и особенно для чилийских «дальнобойщиков». Его образ немедленно вспоминается при любых признаках конфликта правительства с грузоперевозчиками. «Великим лидером» называет Виларина современная CNDC. О своём желании походить на Виларина говорил в августе 2015 года президент CNDC Серхио Перес.